# Gouden Pier Kloeffe
 (avril 2021).
Si vous disposez d'ouvrages ou d'articles de référence ou si vous connaissez des sites web de qualité traitant du thème abordé ici, merci de compléter l'article en donnant les références utiles à sa vérifiabilité et en les liant à la section « Notes et références ».
La Gouden Pier Kloeffe est une bière belge à fermentation haute.
Elle est brassée par la société Slaapmutske dans la brasserie De Proefbrouwerij à Hijfte.
Il s'agit d'une bière blonde triple avec un pourcentage alcoholique de 8,1 %. La bière est brassée selon la recette originale : De orde van Pier Kloeffe et nommé d'après le pêcheur du même nom, Pier Kloeffe (1853-1939), dont une statue se trouve dans les dunes de la ville de La Panne.

## Sources

## Compléments